# Stefan Chłapowski
Stefan Euzebiusz Chłapowski herbu Dryja (ur. 14 sierpnia 1835 w Bonikowie, zm. 30 września 1884 tamże) – zamożny ziemianin, jeden z pionierów nowoczesnego mleczarstwa w Wielkopolsce, spółdzielca mleczarski.

## Życiorys
Był właścicielem obszaru dworskiego (dominium) składającego się z Bonikowa, Starej Kurzej Góry, Gurostwa i folwarku Tamborowo, który liczył 6393 morgi rozliczeniowe. Był ojcem polityka i dyplomaty Alfreda Stefana, jego córka Maria wyszła za mąż za Adama Ostaszewskiego.
Stefan Chłapowski był prawdopodobnie pierwszym prezesem zarządu spółdzielni mleczarskiej w Kościanie i inicjatorem powstania mleczarni wspólnej. Oddał pod powstanie tej mleczarni prywatny grunt położony na granicy Kościana i folwarku Gurostwo. Zakład zbudowano jako bardzo nowoczesny – na wzór mleczarni poznańskiej i wyposażono w maszyny sprowadzone z Niemiec. Mleczarnia kościańska mieściła się w tym obiekcie do 1939. Wkrótce po uruchomieniu zakładu nastąpił, dzięki Stefanowi Chłapowskiemu, jego dynamiczny rozwój – zakupiono wozy do obwoźnej sprzedaży nabiału i otwarto sklep przyzakładowy. Już po śmierci Chłapowskiego, w 1888, odnotowano ważny sukces – Masło z Gurostwa wygrało lokalną konkurencję z szeroko reklamowanym i znanym masłem berlińskim Gebrueder Groh.